# Hyposoter caudator
Hyposoter caudator är en stekelart som beskrevs av Horstmann 2008. Hyposoter caudator ingår i släktet Hyposoter och familjen brokparasitsteklar. Inga underarter finns listade.